# Amy Bowtell
Amy Bowtell, född den 6 september 1993, är en professionell irländsk tennisspelare. Hennes högsta ranking på WTA (som singelspelare) är 641. En ranking hon nådde den 1 augusti 2011.